# Chrám Proměnění Páně (Těšov)
Chrám Proměnění Páně v Těšově u Milíkova v Karlovarském kraji je pravoslavný chrám zasvěcený Proměnění Páně.

## Historie

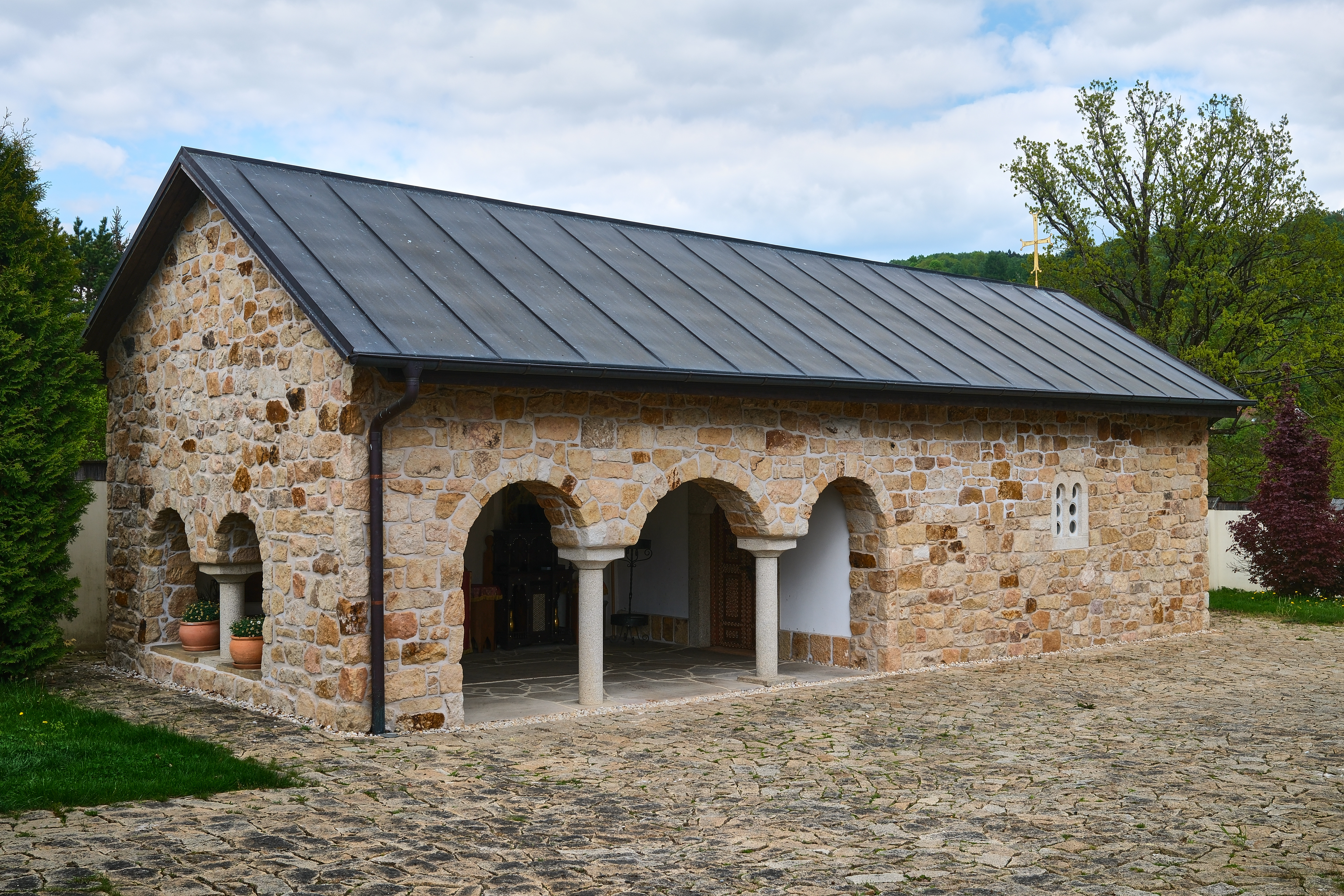
Pohled na chrám zboku

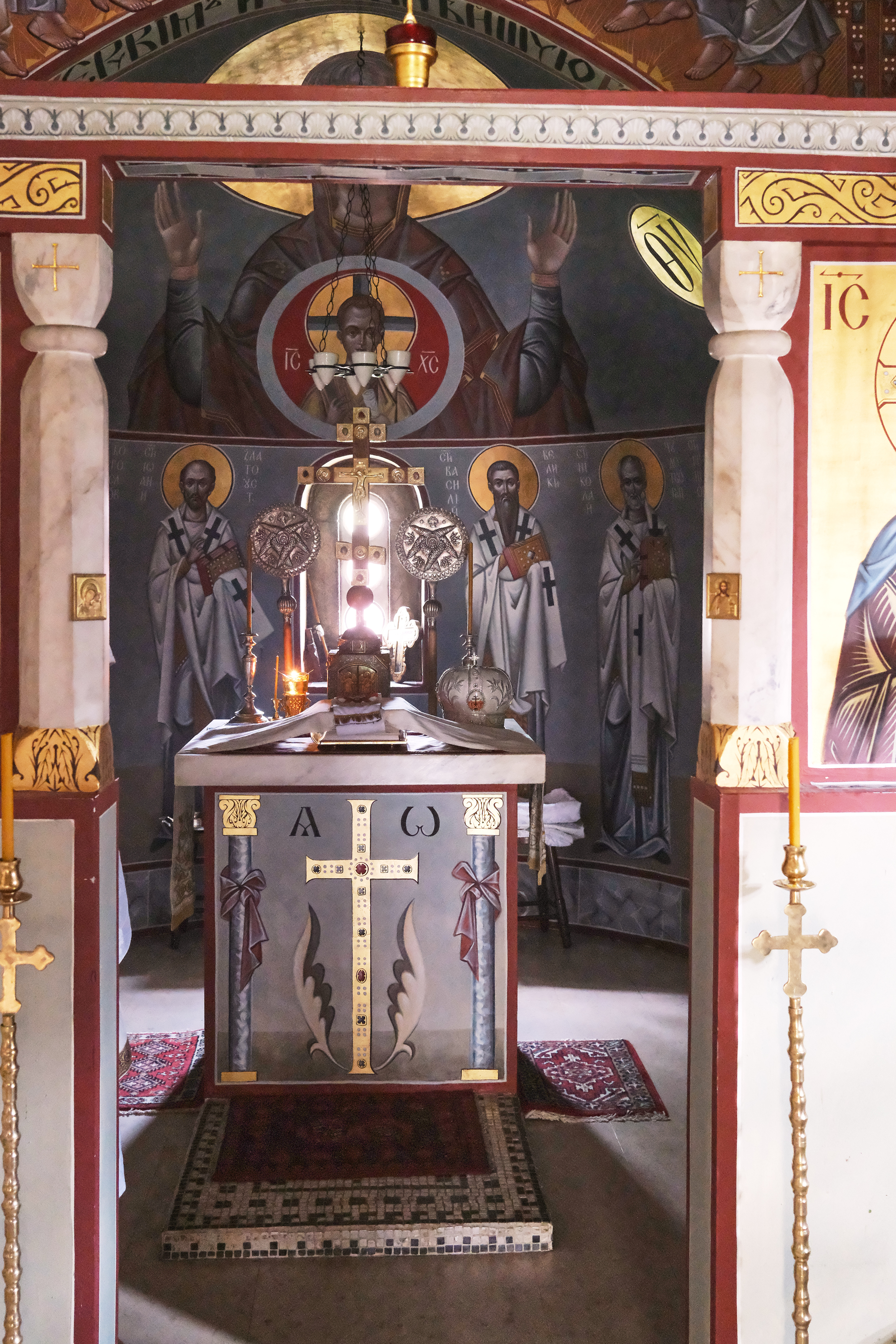
Interiér chrámu

Původní polodřevěná kaple byla součástí církevních objektů ve kterých se vyučovalo náboženství. Na jejím místě byl postaven zděný chrám který má napodobovat původní sakrální stavby z doby Velké Moravy. Od roku 2008 je chrám součástí Mužského monastýru Proměnění Páně.